# Робер Тома
Робе́р Тома́ (нар. 28 вересня 1927, Гап, Верхні Альпи — пом. 3 січня 1989, Париж) — французький письменник, актор та режисер.

## Загальні відомості
Майже з самого початку своєї кар'єри письменника працював у жанрі поліцейської комедії або комедійного трилера, до виникнення якого він був причетний. В такому жанрі створено, зокрема, «Вісім жінок».
Його перші твори, створені в Ніцці 1958 року, були не дуже успішними.
Проте вже 1960 року Тома досяг успіху з п'єсою «Пастка для самотнього чоловіка», жартівливою містерією вбивств, яка після показу в Парижі за одну ніч зробила його відомим. Права на неї викупив Альфред Гічкок, і з того часу Тома вважають письменником психологічної кримінальної драми із виразним галльським комічним сюжетом.
Другий випуск п'єси «Вісім жінок» виявився дуже успішним — Тома отримав літературну премію «Prix du Quai des Orfèvres» (Набережна Орфевр) в номінації «Найкраща п'єса 1961 року».
Тома був плідним актором, драматургом і режисером. «Вісім жінок» — найбільш популярний його твір завдяки його популяризації через екранізацію п'єси в мюзиклі Франсуа Озона «8 жінок» (2001 рік) з зірковим складом акторів таких як Катрін Деньов, Фанні Ардан та Еммануель Беар.
За мотивами його п'єси «La Perruche et le Poulet» (Папуга і курка) знято радянський фільм «Шукайте жінку» (1982 рік).
П'єси Тома ніколи не були модними, і на них часто не зверали уваги французькі критики, але він був популярним драматургом.
Тома стверджував, що до 18 років прочитав всі п'єси, опубліковані французькою мовою з 1900 року.
Від 1970 року і до своєї смерті був режисером Театру Едуарда VII (Theatre Edouard VII).
Пішов з життя 1989 року в Парижі.

## Спектаклі в Україні
- «Пастка для самотнього чоловіка» Робера Тома (Київський академічний драматичний театр на Подолі)
- «Пастка» Робера Тома (Київська академічна майстерня театрального мистецтва «Сузір'я»)
- «Вісім люблячих жінок» (реж. Микола Горохов,  худ. О. Давидов, Кіровоградський обласний академічний український музично-драматичний театр ім. М. Л. Кропивницького, м. Кропивницький, 1980 та 2012)
- «Пастка» Робера Тома (реж. А. Горчинський, худ. К. Сікорський, Тернопільський академічний обласний драматичний театр ім. Т. Г. Шевченка, 1988)
- «Пастка» Робера Тома (реж. Віталій Новіков, Київський академічний Молодий театр, 2018)
- «Вісім жінок» (Черкаський академічний обласний український музично-драматичний театр імені Т. Г. Шевченка)
- «Люблячі жінки Марселя» за п'єсою «Вісім жінок» Р. Тома (реж. Віталій Денисенко, Дніпровський академічний обласний український молодіжний театр, 2019)
- «Вісім люблячих жінок» (Академічний музично-драматичний театр імені Лесі Українки міста Кам'янського)
- «Вісім люблячих жінок» (реж. Таїсія Славінська, Вінницький обласний академічний український музично-драматичний театр імені Миколи Садовського)
- «Вісім люблячих жінок» (Львівський молодіжний театр «Мельпомена»)
- «Вісім люблячих жінок» (реж. А. Бабенко, художник М. Кипріян, Національний академічний український драматичний театр імені Марії Заньковецької (Львів), 2002)
- «Вісім люблячих жінок» (реж. Віра Тимченко, Чернігівський обласний академічний український музично-драматичний театр імені Тараса Шевченка)
- «Загадка дому Верньє» А. Крісті за п'єсою Робер Тома (реж. Н. П. Батуріна, Національний академічний театр російської драми імені Лесі Українки, 1992)
- «Убити чи любити» (реж. Марія Лук'янова, Київський академічний Молодий театр, 2019)
- «Кохай мене і більше нікого», «Пастка» (Народний аматорський молодіжний театр «Дзеркало»)